# Bebe Wood
Beatrice „Bebe“ Wood (* 8. August 2001 in Kansas City, Missouri) ist eine US-amerikanische Schauspielerin, die vor allem durch ihre Rolle der Lake in der Hulu-Serie Love, Victor bekannt geworden ist.

## Leben
Wood wurde in Kansas City geboren und wuchs dort auf. In ihrem Heimatort stand sie schon in jungen Jahren häufig auf Theaterbühnen, unter anderem spielte sie dort die Cinderella. Im Jahr 2010 verließ sie mit ihrer Familie ihre Heimatstadt und zog nach New York, wo sie im Alter von zehn Jahren ihre erste Fernsehrolle in der US-Serie Submissions Only in der Rolle der Lizzie Walken hatte. Ihre erste Hauptrolle spielte sie von 2012 bis 2013 in der Serie The New Normal. Weitere Auftritte wie in der Serie The Real O’Neals folgten.
Eine weitere Hauptrolle spielte Wood in der Hulu-Serie Love, Victor. Von Juni 2020 bis Juni 2022 verkörperte sie dort die Rolle der Lake. Die Spin-off-Serie zum Film Love, Simon wurde unter anderem von Schauspieler Nick Robinson produziert und handelt von Victor, der mit seiner Familie in eine neue Stadt zieht und sich dort mit seiner sexuellen Orientierung auseinandersetzen muss,  als er merkt, dass sein Herz für Mitschüler Benji schlägt.

## Filmografie (Auswahl)
- 2011: Submissions Only (Fernsehserie, Episode 2x04)
- 2012: 30 Rock (Fernsehserie, Episode 6x18)
- 2012: Veep – Die Vizepräsidentin (Veep, Fernsehserie, Episode 1x06)
- 2012–2013: The New Normal (Fernsehserie, 22 Episoden)
- 2013–2014: See Dad Run (Fernsehserie, 4 Episoden)
- 2014: About a Boy (Fernsehserie, Episode 1x09)
- 2014: Furchtbar fröhliche Weihnachten (A Merry Friggin’ Christmas)
- 2016–2017: The Real O’Neals (Fernsehserie, 29 Episoden)
- 2016–2018: Trolljäger (Trollhunters, Fernsehserie, 4 Episoden, Stimme)
- 2018–2019: 3 von oben (3Below, Fernsehserie, 9 Episoden, Stimme)
- 2019: Emmett
- 2020–2022: Love, Victor (Fernsehserie, 28 Episoden)
- 2022: Crushed
- 2023: Accused (Fernsehserie, Episode 1x14)
- 2024: Mean Girls – Der Girls Club (Mean Girls)